# Pałac królewski w Amsterdamie
Pałac królewski w Amsterdamie (dawniej Ratusz) – budynek położony w centrum Amsterdamu, pełnił funkcję ratusza do 1808, kiedy został przebudowany na pałac królewski, w całej Holandii są tylko cztery takie pałace. Jest uznawany za najważniejszy zabytek holenderskiego Złotego Wieku.